# Город хартии
Город хартии — город, система управления которым определяется собственным документом (хартией города), а не местными, окружными, национальными законами либо законами штата. Такой город имеет право принимать или изменять свою хартию решением большинства его жителей. Хартия дает жителям города свободу выбора любого вида политического устройства, разрешенного законом.
Например, в Калифорнии города, которые не приняли хартию, подчиняются законам штата. Такие города управляются муниципалитетом, в который входят 5 членов. Города, организованные согласно хартии, могут выбрать иную систему управления, в том числе управление города мэром или городским чиновником другого типа.
Законы городов хартии в разных регионах могут иметь некоторые отличия от государственных или местных законов. По состоянию на конец 2008 года, 116 из 478 городов в Калифорнии — относятся к городам описываемого типа.
В Эфиопии существует два города хартии — Аддис-Абеба и Дыре-Дауа.